# Florentin (Tarn)
Pour les articles homonymes, voir Florentin.
Florentin est une commune française située dans le département du Tarn, en région Occitanie. Sur le plan historique et culturel, la commune est dans le Gaillacois, un pays qui doit sa notoriété à la qualité de ses vins.
Exposée à un climat océanique altéré, elle est drainée par la Saudronne, le ruisseau de Brignou, le ruisseau Lavergne et par divers autres petits cours d'eau.
Florentin est une commune rurale qui compte 735 habitants en 2022, après avoir connu une forte hausse de la population depuis 1962. Elle est dans l'agglomération de Marssac-sur-Tarn et fait partie de l'aire d'attraction d'Albi. Ses habitants sont appelés les Fiacois ou  Fiacoises.

## Géographie

### Localisation
Ancienne bastide faisant partie de l'aire urbaine d'Albi, elle est située au sud-ouest d'Albi en Albigeois.

### Communes limitrophes
Florentin est limitrophe de six autres communes.
Les communes limitrophes sont  Albi, Aussac, Cadalen, Lagrave, Marssac-sur-Tarn et Rouffiac.
|         | Marssac-sur-Tarn | Albi     |
| Lagrave | Florentin        | Rouffiac |
| Cadalen | Aussac           |          |

### Géologie et relief
La superficie de la commune est de 1 262 hectares ; son altitude varie de 153 à 250 mètres.
Sur les terrasses quaternaires supérieures du Tarn, à environ quatre kilomètres de la rivière du Tarn, s'étendent les coteaux d'une hauteur moyenne de 200 à 500 m qui dominent la vallée du Tarn sur sa rive gauche, remontant à l'est vers Albi et à l'ouest se rattachant sur plusieurs chaînons en massif de hautes collines qui, au sud de Cadalen, séparent le bassin du Tarn de celui du Dadou. Sur le sommet d'un de ces coteaux, s'élèvent le village et le château de Florentin.

### Hydrographie
La commune est dans le bassin de la Garonne, au sein du bassin hydrographique Adour-Garonne. Elle est drainée par la Saudronne, le ruisseau de Brignou, le ruisseau Lavergne, le ruisseau Riou Frech et par divers petits cours d'eau, qui constituent un réseau hydrographique de 13 km de longueur totale,.
La Saudronne, d'une longueur totale de 13,6 km, prend sa source dans la commune de Poulan-Pouzols et s'écoule du sud-est vers le nord-ouest. Elle traverse la commune et se jette dans le Tarn à Rivières, après avoir traversé 6 communes.

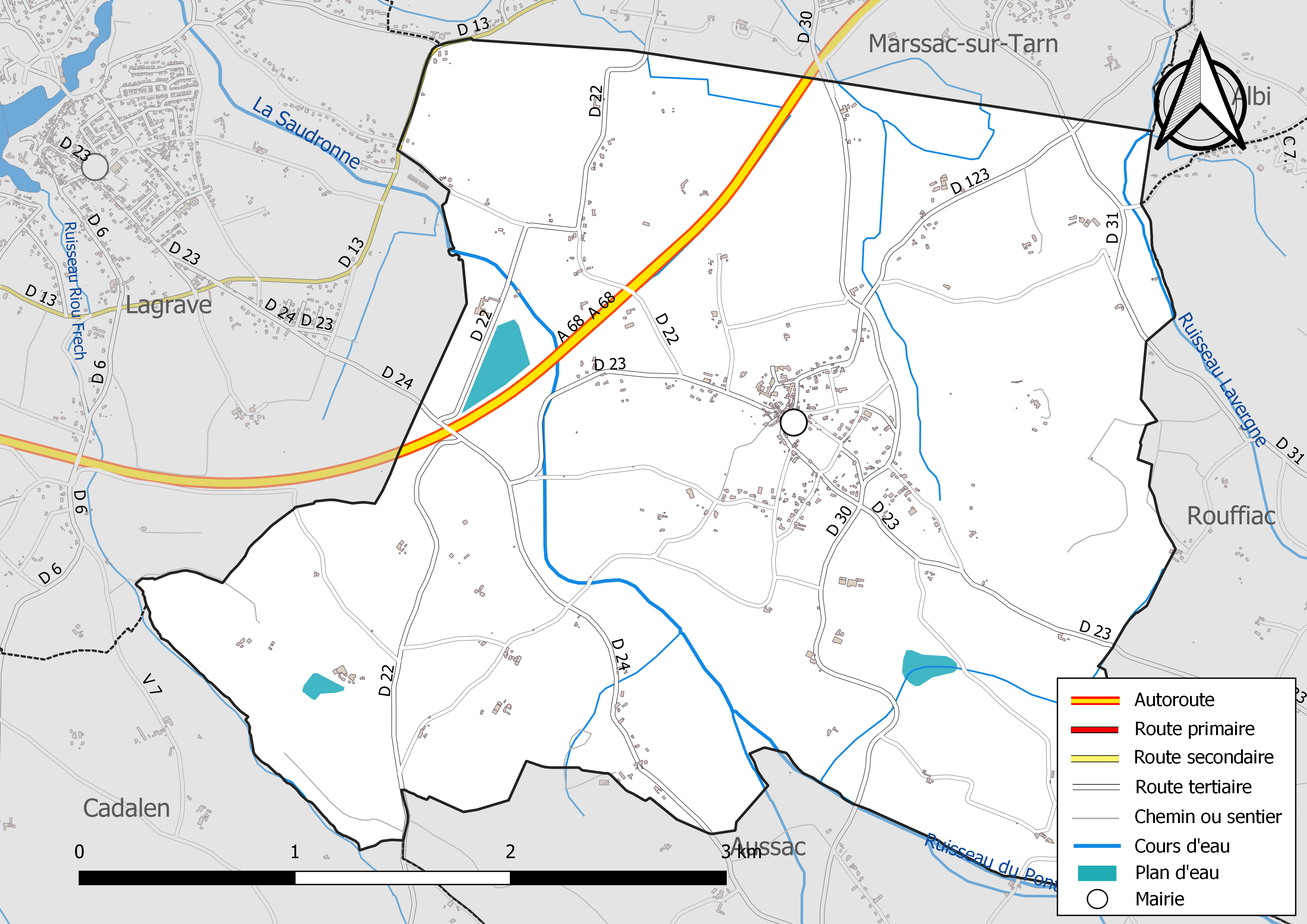
Réseaux hydrographique et routier de Florentin.

### Climat
Pour des articles plus généraux, voir Climat de l'Occitanie et Climat du Tarn.
En 2010, le climat de la commune est de type climat du Bassin du Sud-Ouest, selon une étude du Centre national de la recherche scientifique s'appuyant sur une série de données couvrant la période 1971-2000. En 2020, Météo-France publie une typologie des climats de la France métropolitaine dans laquelle la commune est exposée à un climat océanique altéré et est dans la région climatique Aquitaine, Gascogne, caractérisée par une pluviométrie abondante au printemps, modérée en automne, un faible ensoleillement au printemps, un été chaud (19,5 °C), des vents faibles, des brouillards fréquents en automne et en hiver et des orages fréquents en été (15 à 20 jours).
Pour la période 1971-2000, la température annuelle moyenne est de 12,9 °C, avec une amplitude thermique annuelle de 16,3 °C. Le cumul annuel moyen de précipitations est de 849 mm, avec 10 jours de précipitations en janvier et 5,7 jours en juillet. Pour la période 1991-2020, la température moyenne annuelle observée sur la station météorologique de Météo-France la plus proche, « Albi », sur la commune du Sequestre à 6 km à vol d'oiseau, est de 13,8 °C et le cumul annuel moyen de précipitations est de 733,9 mm. 
La température maximale relevée sur cette station est de 42,3 °C, atteinte le 23 août 2023 ; la température minimale est de −20,4 °C, atteinte le 16 janvier 1985,,.
Les paramètres climatiques de la commune ont été estimés pour le milieu du siècle (2041-2070) selon différents scénarios d'émission de gaz à effet de serre à partir des nouvelles projections climatiques de référence DRIAS-2020. Ils sont consultables sur un site dédié publié par Météo-France en novembre 2022.

### Milieux naturels et biodiversité
Aucun espace naturel présentant un intérêt patrimonial n'est recensé sur la commune dans l'inventaire national du patrimoine naturel,,.

## Urbanisme

### Typologie
Au 1er janvier 2024, Florentin est catégorisée commune rurale à habitat dispersé, selon la nouvelle grille communale de densité à sept niveaux définie par l'Insee en 2022.
Elle appartient à l'unité urbaine de Marssac-sur-Tarn, une agglomération intra-départementale regroupant quatre  communes, dont elle est une commune de la banlieue,,. Par ailleurs la commune fait partie de l'aire d'attraction d'Albi, dont elle est une commune de la couronne,. Cette aire, qui regroupe 91 communes, est catégorisée dans les aires de 50 000 à moins de 200 000 habitants,.

### Occupation des sols
L'occupation des sols de la commune, telle qu'elle ressort de la base de données européenne d’occupation biophysique des sols Corine Land Cover (CLC), est marquée par l'importance des territoires agricoles (90,1 % en 2018), une proportion identique à celle de 1990 (90,1 %). La répartition détaillée en 2018 est la suivante : 
terres arables (67,1 %), zones agricoles hétérogènes (16,1 %), cultures permanentes (6,9 %), espaces verts artificialisés, non agricoles (5,6 %), zones urbanisées (2,5 %), forêts (1,8 %). L'évolution de l’occupation des sols de la commune et de ses infrastructures peut être observée sur les différentes représentations cartographiques du territoire : la carte de Cassini (XVIIIe siècle), la carte d'état-major (1820-1866) et les cartes ou photos aériennes de l'IGN pour la période actuelle (1950 à aujourd'hui).

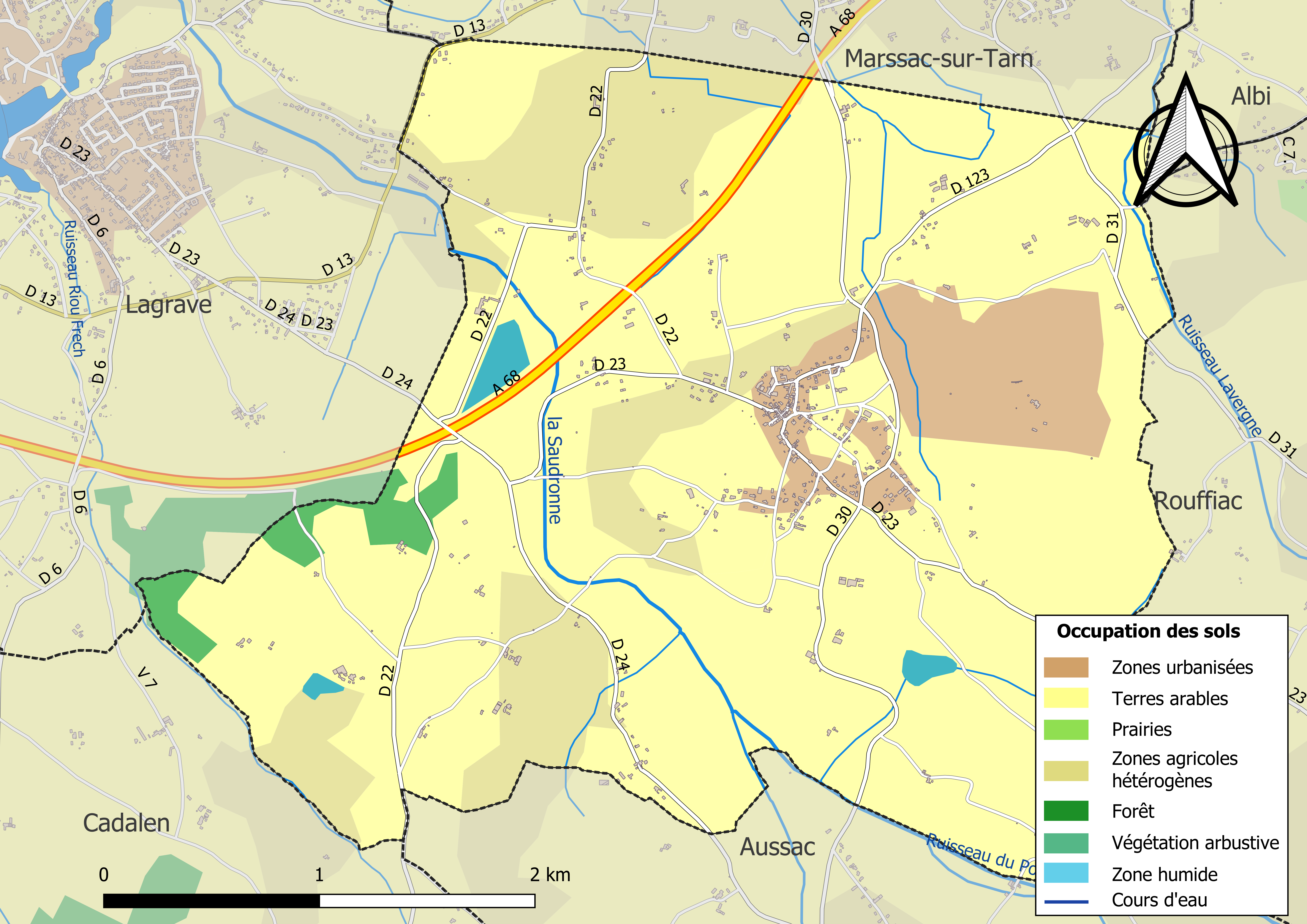
Carte des infrastructures et de l'occupation des sols de la commune en 2018 (CLC).

### Risques majeurs
Le territoire de la commune de Florentin est vulnérable à différents aléas naturels : météorologiques (tempête, orage, neige, grand froid, canicule ou sécheresse), inondations, mouvements de terrains et séisme (sismicité très faible). Il est également exposé à un risque technologique,  le transport de matières dangereuses. Un site publié par le BRGM permet d'évaluer simplement et rapidement les risques d'un bien localisé soit par son adresse soit par le numéro de sa parcelle.

#### Risques naturels
Certaines parties du territoire communal sont susceptibles d’être affectées par le risque d’inondation par débordement de cours d'eau, notamment la Saudronne. La cartographie des zones inondables en ex-Midi-Pyrénées réalisée dans le cadre du XIe Contrat de plan État-région, visant à informer les citoyens et les décideurs sur le risque d’inondation, est accessible sur le site de la DREAL Occitanie. La commune a été reconnue en état de catastrophe naturelle au titre des dommages causés par les inondations et coulées de boue survenues en 1982,.
Florentin est exposée au risque de feu de forêt. En 2022, il n'existe pas de Plan de Prévention des Risques incendie de forêt (PPRif). Le débroussaillement aux abords des maisons constitue l’une des meilleures protections pour les particuliers contre le feu,.

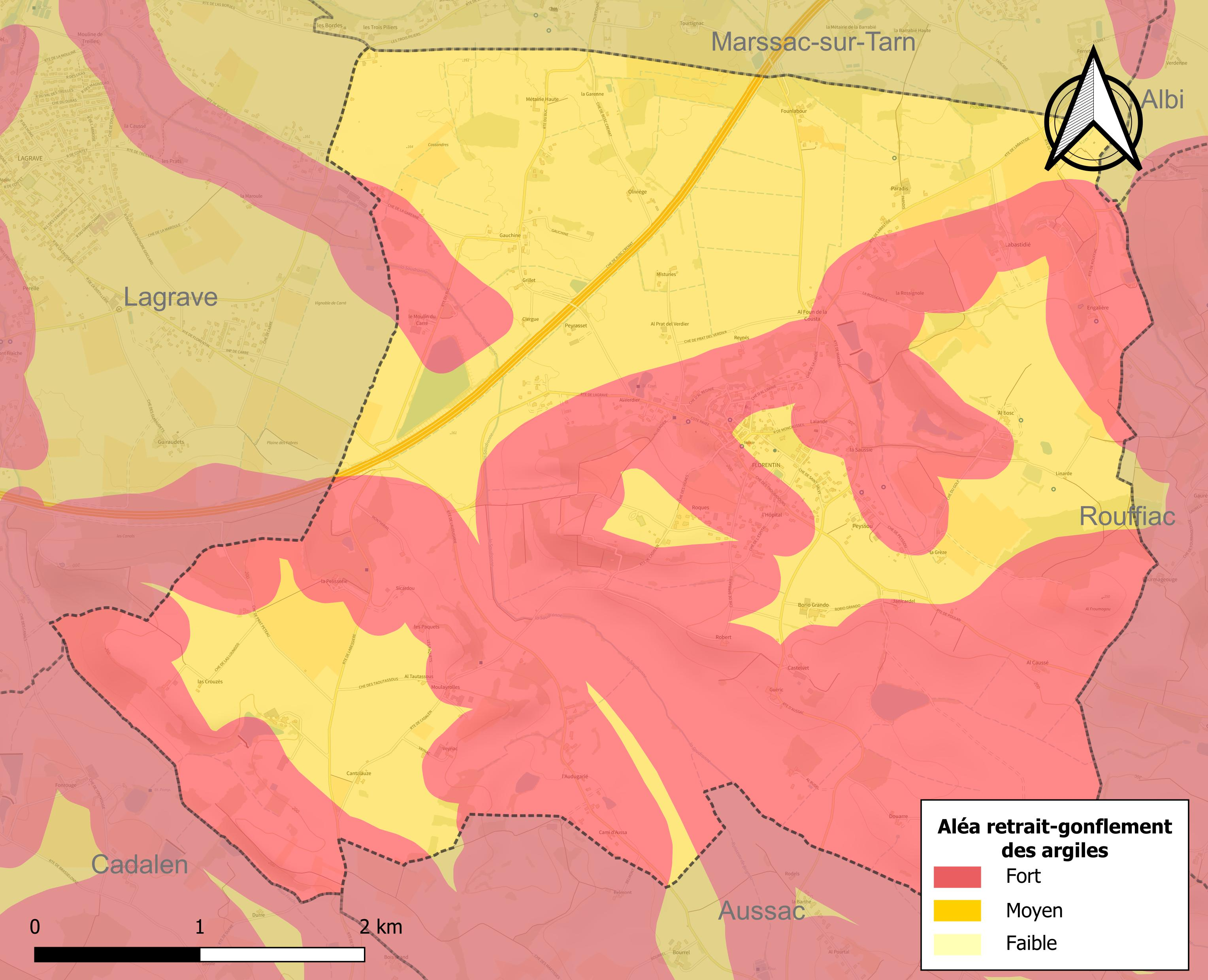
Carte des zones d'aléa retrait-gonflement des sols argileux de Florentin.

La commune est vulnérable au risque de mouvements de terrains constitué principalement du retrait-gonflement des sols argileux. Cet aléa est susceptible d'engendrer des dommages importants aux bâtiments en cas d’alternance de périodes de sécheresse et de pluie. La totalité de la commune est en aléa moyen ou fort (76,3 % au niveau départemental et 48,5 % au niveau national). Sur les 297 bâtiments dénombrés sur la commune en 2019, 297 sont en aléa moyen ou fort, soit 100 %, à comparer aux 90 % au niveau départemental et 54 % au niveau national. Une cartographie de l'exposition du territoire national au retrait gonflement des sols argileux est disponible sur le site du BRGM,.
Par ailleurs, afin de mieux appréhender le risque d’affaissement de terrain, l'inventaire national des cavités souterraines permet de localiser celles situées sur la commune.

#### Risques technologiques
Le risque de transport de matières dangereuses sur la commune est lié à sa traversée par des infrastructures routières ou ferroviaires importantes ou la présence d'une canalisation de transport d'hydrocarbures. Un accident se produisant sur de telles infrastructures est susceptible d’avoir des effets graves sur les biens, les personnes ou l'environnement, selon la nature du matériau transporté. Des dispositions d’urbanisme peuvent être préconisées en conséquence.

## Toponymie
Le nom de Florentin vient de celui du personnage romain Florentins.

## Histoire
Florentin voit ses origines à l'époque gallo-romaine au moment de la conquête de la Gaule par Jules César (51 av. J.-C.). Il fait partie de la civitas albigensium (cité ou territoire de l'Albigeois à la fin du IVe siècle); ce qui indique qu'un territoire des Rutènes a été subdivisé par les romains, partition que rappelle, encore de nos jours, l'existence des deux départements voisins Tarn et Aveyron.

## Politique et administration

### Administration municipale
Le nombre d'habitants au recensement de 2011 étant compris entre cinq cents et 1 499 habitants, le nombre de membres du conseil municipal pour l'élection de 2014 est de quinze,.

### Rattachements administratifs et électoraux
Commune faisant partie de la communauté de communes Tarn et Dadou et du canton des Deux Rives (avant le redécoupage départemental de 2014, Florentin faisait partie de l'ex-canton de Cadalen).

## Population et société

### Démographie
| 1793 | 1800 | 1806 | 1821 | 1831 | 1836 | 1841 | 1846 | 1851 |
| ---- | ---- | ---- | ---- | ---- | ---- | ---- | ---- | ---- |
| 554  | 514  | 575  | 656  | 644  | 648  | 666  | 671  | 675  |

| 1856 | 1861 | 1866 | 1872 | 1876 | 1881 | 1886 | 1891 | 1896 |
| ---- | ---- | ---- | ---- | ---- | ---- | ---- | ---- | ---- |
| 619  | 623  | 598  | 547  | 555  | 560  | 538  | 538  | 499  |

| 1901 | 1906 | 1911 | 1921 | 1926 | 1931 | 1936 | 1946 | 1954 |
| ---- | ---- | ---- | ---- | ---- | ---- | ---- | ---- | ---- |
| 508  | 491  | 472  | 395  | 408  | 418  | 415  | 445  | 417  |

| 1962 | 1968 | 1975 | 1982 | 1990 | 1999 | 2006 | 2008 | 2013 |
| ---- | ---- | ---- | ---- | ---- | ---- | ---- | ---- | ---- |
| 374  | 379  | 440  | 475  | 553  | 582  | 662  | 681  | 666  |

| 2018 | 2022 | - | - | - | - | - | - | - |
| ---- | ---- | - | - | - | - | - | - | - |
| 683  | 735  | - | - | - | - | - | - | - |

| selon la population municipale des années : | 1968 | 1975 | 1982 | 1990 | 1999 | 2006 | 2009 | 2013 |
| Rang de la commune dans le département      | 123  | 123  | 116  | 107  | 98   | 103  | 104  | 106  |
| Nombre de communes du département           | 326  | 324  | 324  | 324  | 324  | 323  | 323  | 323  |

### Enseignement
Florentin fait partie de l'académie de Toulouse.
L'éducation est assurée par un groupe scolaire : maternelle et primaire.

### Santé
Institut médico-éducatif, foyer de vie pour personnes handicapées. Cabinets infirmiers sur la commune les médecins son présents sur la commune voisine de Marssac-sur-Tarn.

### Culture et festivités
Fête locale mi-juin, vide-greniers, centre de loisirs, comité des fêtes, médiathèques.

### Sports
Les principaux sports pratiqués à Florentin sont : le tir à l'arc, l'athlétisme et le football.

### Écologie et recyclage
La collecte et le traitement des déchets des ménages et des déchets assimilés ainsi que la protection et la mise en valeur de l'environnement se font dans le cadre de la communauté de communes Tarn et Dadou.

## Économie

### Revenus
En 2018, la commune compte 272 ménages fiscaux, regroupant 658 personnes. La médiane du revenu disponible par unité de consommation est de 22 490 € (20 400 € dans le département).

### Emploi
|                | 2008  | 2013  | 2018  |
| -------------- | ----- | ----- | ----- |
| Commune        | 3 %   | 5,9 % | 6,4 % |
| Département    | 8,2 % | 9,9 % | 10 %  |
| France entière | 8,3 % | 10 %  | 10 %  |

En 2018, la population âgée de 15 à 64 ans s'élève à 450 personnes, parmi lesquelles on compte 67,6 % d'actifs (61,1 % ayant un emploi et 6,4 % de chômeurs) et 32,4 % d'inactifs,. Depuis 2008, le taux de chômage communal (au sens du recensement) des 15-64 ans est inférieur à celui de la France et du département.
La commune fait partie de la couronne de l'aire d'attraction d'Albi, du fait qu'au moins 15 % des actifs travaillent dans le pôle,. Elle compte 182 emplois en 2018, contre 227 en 2013 et 235 en 2008. Le nombre d'actifs ayant un emploi résidant dans la commune est de 276, soit un indicateur de concentration d'emploi de 65,8 % et un taux d'activité parmi les 15 ans ou plus de 52,9 %.
Sur ces 276 actifs de 15 ans ou plus ayant un emploi, 49 travaillent dans la commune, soit 18 % des habitants. Pour se rendre au travail, 87,3 % des habitants utilisent un véhicule personnel ou de fonction à quatre roues, 2,2 % les transports en commun, 5,8 % s'y rendent en deux-roues, à vélo ou à pied et 4,7 % n'ont pas besoin de transport (travail au domicile).

### Activités hors agriculture
49 établissements sont implantés  à Florentin au 31 décembre 2019. Le tableau ci-dessous en détaille le nombre par secteur d'activité et compare les ratios avec ceux du département,.
| Secteur d'activité                                                                                        | Commune | Commune | Département |
| Secteur d'activité                                                                                        | Nombre  | %       | %           |
| --- | ------- | ------- | ----------- |
| Ensemble                                                                                                  | 49      | 100 %   | (100 %)     |
| Industrie manufacturière, industries extractives et autres                                                | 10      | 20,4 %  | (13 %)      |
| Construction                                                                                              | 6       | 12,2 %  | (12,5 %)    |
| Commerce de gros et de détail, transports, hébergement et restauration                                    | 11      | 22,4 %  | (26,7 %)    |
| Information et communication                                                                              | 3       | 6,1 %   | (2,1 %)     |
| Activités financières et d'assurance                                                                      | 2       | 4,1 %   | (3,3 %)     |
| Activités immobilières                                                                                    | 1       | 2 %     | (4,2 %)     |
| Activités spécialisées, scientifiques et techniques et activités de services administratifs et de soutien | 6       | 12,2 %  | (13,8 %)    |
| Administration publique, enseignement, santé humaine et action sociale                                    | 6       | 12,2 %  | (15,5 %)    |
| Autres activités de services                                                                              | 4       | 8,2 %   | (9 %)       |

Le secteur du commerce de gros et de détail, des transports, de l'hébergement et de la restauration est prépondérant sur la commune puisqu'il représente 22,4 % du nombre total d'établissements de la commune (11 sur les 49 entreprises implantées  à Florentin), contre 26,7 % au niveau départemental.

### Agriculture
La commune est dans la « plaine de l'Albigeois et du Castrais », une petite région agricole occupant le centre du département du Tarn. En 2020, l'orientation technico-économique de l'agriculture  sur la commune est la polyculture et/ou le polyélevage. 
|               | 1988  | 2000 | 2010 | 2020  |
| ------------- | ----- | ---- | ---- | ----- |
| Exploitations | 41    | 27   | 18   | 13    |
| SAU (ha)      | 1 039 | 954  | 959  | 1 017 |

Le nombre d'exploitations agricoles en activité et ayant leur siège dans la commune est passé de 41 lors du recensement agricole de 1988  à 27 en 2000 puis à 18 en 2010 et enfin à 13 en 2020, soit une baisse de 68 % en 32 ans. Le même mouvement est observé à l'échelle du département qui a perdu pendant cette période 58 % de ses exploitations,. La surface agricole utilisée sur la commune a également diminué, passant de 1039 ha en 1988 à 1017 ha en 2020. Parallèlement la surface agricole utilisée moyenne par exploitation a augmenté, passant de 25 à 78 ha.

## Culture locale et patrimoine

### Lieux et monuments
- Église Saint-Pierre-ès-Liens de Florentin.

Le centre du village de Florentin est occupé par une église. À côté, se trouve le château de Florentin, longtemps propriété de la famille de La Cropte de Chantérac (château qui venait de la comtesse de Chantérac, née Marie-Odile Decazes, épouse d'Alain de Chantérac (apparentée au duc Decazes, fondateur de la ville de Decazeville). Le château a été cédé dans les années 1960 à une institution pour enfants handicapés « les Papillons Blancs ».
Château Labastidié domaine viticole.

### Florentin dans les arts
Florentin est citée dans le poème d’Aragon, Le Conscrit des cent villages, écrit comme acte de Résistance intellectuelle de manière clandestine au printemps 1943, pendant la Seconde Guerre mondiale.

### Personnalités liées à la commune
- Alain de Chantérac, propriétaire du château de Florentin.
- Alain de La Cropte de Chantérac, surnommé le « prince-paysan », fondateur du journal l'Effort paysan.
- Arnaud de Chantérac, historien.
- François de Chantérac, peintre et poète.

### Héraldique
| Florentin | Son blasonnement est : Bandé d'argent et de gueules de quatre pièces. |

## Pour approfondir